# Christine Noll Brinckmann
Christine Noll Brinckmann (auch: Christine N. Brinckmann) (* 1937 in Shanghai) ist eine Filmwissenschafterin. Sie war die erste Professorin für Filmwissenschaft in der Schweiz und baute das Seminar für Filmwissenschaft der Universität Zürich auf.

## Biografie
Christine Noll Brinckmanns Eltern waren in den 1920er-Jahren aus Deutschland nach Shanghai ausgewandert, wo ihr Vater, der Arzt Dr. Kurt Noll, ein eigenes Spital eröffnete. 1949 kehrte die Familie aufgrund der politischen Veränderungen in China nach Deutschland zurück, wo Christine Noll Brinckmann 1955 das Abitur ablegte.
Nach ihrem Studium lehrte Christine Noll Brinckmann zunächst Literaturwissenschaft am Institut für England- und Amerikastudien der Universität Frankfurt, wo sie sich auch mit Filmwissenschaft beschäftigte. 1979 verbrachte sie ein Jahr als Visiting Scholar am Department of Cinema Studies der New York University. Im gleichen Jahr entstand ihr erster Experimentalfilm The West Village Meat Market.
Von 1989 bis 2002 war Christine Noll Brinckmann ordentliche Professorin für Filmwissenschaft an der Universität Zürich. Sie war Gründerin und Leiterin des Seminars für Filmwissenschaft – ein Fach, das es bis dahin an Schweizer Universitäten noch nicht gegeben hatte.
Christine Noll Brinckmann begründete die Buchreihe Zürcher Filmstudien, die sie bis zum Band 34 herausgab, und sie ist Mitherausgeberin der Zeitschrift Montage AV.
Die Schriftstellerin Ingrid Noll ist Christine Noll Brinckmanns Schwester.

## Publikationen
- Drama und Öffentlichkeit in der Englischen Romantik: Eine Untersuchung zum Verhältnis von Theater und Lesedrama. Anglo-American Forum Band 7. Frankfurt am Main 1977. ISBN 978-3261022486 (Überarbeitete Dissertation von 1975).
- Die anthropomorphe Kamera: Aufsätze zur filmischen Narration. Zürcher Filmstudien Band 3. Zürich 1997. ISBN 978-3-905312-46-1
- Die Urszene. Christine Noll Brinckmann: Texte und Filme. Berlin 2008. ISBN 978-3-927876-25-5[3]
- Farbe, Licht, Empathie: Schriften zum Film 2. Zürcher Filmstudien Band 31. Marburg 2014. ISBN 978-3-89472-831-1[4]
- Filmische Eigenheiten: Schriften zum Film 3. Zürcher Filmstudien Band 47. Marburg 2024. ISBN 978-3-7410-0350-9.

## Filme
- 1979: The West Village Meat Market
- 1981: Die Urszene
- 1981: Dress Rehearsal and Karola 2
- 1982: Grünspan
- 1983: Ein halbes Leben
- 1984: Polstermöbel im Grünen
- 1986: Der Fater[5]
- 1988: Stief
- 1989: Empathie und panische Angst[6]